# Сергеевка (Миякинский район)
Сергеевка (баш. Сергеевка) — деревня в Миякинском районе Республики Башкортостан Российской Федерации. Входит в состав Ильчигуловского сельсовета.

## География

### Географическое положение
Расстояние до:
- районного центра (Киргиз-Мияки): 56 км,
- центра сельсовета (Ильчигулово): 8 км,
- ближайшей ж/д станции (Аксёново): 53 км.

## Население
| 2002 | 2009 | 2010 |
| ---- | ---- | ---- |
| 80   | ↘73  | ↗78  |

Национальный состав
Согласно переписи 2002 года, преобладающие национальности — русские (51 %), башкиры (45 %).